# Dodone

Localisation du sanctuaire de Dodone.

Dodone (en grec ancien et grec moderne Δωδώνη / Dôdốnê) est un sanctuaire oraculaire grec dédié à Zeus et à la Déesse-Mère, révérée sous le nom de Dioné. Les prêtres et les prêtresses du bosquet sacré interprétaient le bruissement des feuilles de chêne sous le vent.
Le sanctuaire est situé en Épire, sur les pentes du mont Tomaros, au sud du lac Pamvotida, à 22 km au sud de Ioannina. D'après Hérodote, ce serait le plus vieil oracle grec, remontant peut-être au IIe millénaire av. J.-C., et l’un des plus célèbres, avec ceux de Delphes et d’Ammon. Se trouvant très à l’écart des cités grecques (Thèbes, Athènes, Sparte, , etc.), il pâtit du développement de l’oracle de Delphes à l'époque classique, mais reste néanmoins important jusqu’à l’époque romaine.
Le mât du navire Argo, qui transporta les Argonautes à la recherche de la Toison d'or, est censé avoir été taillé dans un chêne de la forêt sacrée de Dodone.

## Les origines légendaires de l’oracle
Hérodote rapporte sur l’oracle de Dodone une tradition qu'il avait entendue à Thèbes en Égypte, :

« Les prêtresses des Dodonéens rapportent qu’il s’envola de Thèbes en Égypte deux colombes noires ; que l’une alla en Libye, et l’autre chez eux ; que celle-ci, s’étant perchée sur un chêne, articula d’une voix humaine que les destins voulaient qu’on établît en cet endroit un oracle de Zeus ; que les Dodonéens, regardant cela comme un ordre des dieux, l’exécutèrent ensuite. Ils racontent aussi que la colombe qui s’envola en Libye commanda aux Libyens d’établir l’oracle d'Ammon, qui est aussi un oracle de Jupiter. Voilà ce que me dirent les prêtresses des Dodonéens, dont la plus âgée s'appelait Preuménia ; celle d'après, Timarété ; et la plus jeune, Nicandra. Leur récit était confirmé par le témoignage du reste des Dodonéens, ministres du temple. »

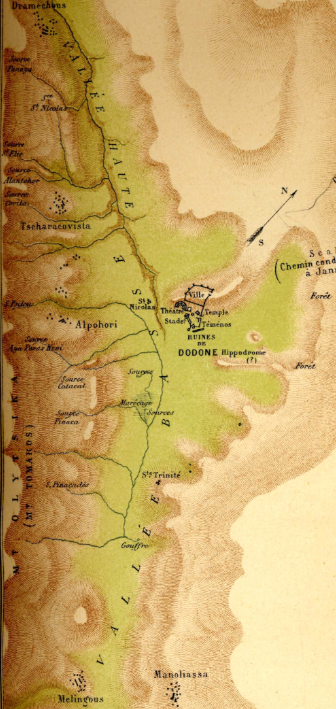
La vallée de Dodone au temps des premières fouilles (Carapanos 1878, pl. I, détail).

Le récit mythologique fait un lien entre les deux grands oracles de Zeus, celui d’Ammon dans l’oasis de Siwah en Libye, et celui de Dodone. Il semble aussi montrer qu’à l’origine, le service de la divinité était assuré par des prêtresses et que l’institution des prêtres lui est postérieure. On sait en effet par Strabon que ce sont les prêtresses qui délivraient les réponses de l’oracle, sauf dans le cas des Béotiens. Les prêtresses de Zeus sont les trois Péléiades (en grec αἱ πελειάδες, "colombes") qu'Hérodote nomme Preuménia, Timarété et Nicandre.
Au VIIIe siècle av. J.-C., à l’époque d’Homère, les prêtresses sont rejointes par des prêtres de Zeus, les Selles (en grec οἱ Σελλοί). Dans l’œuvre d'Homère, Dodone apparaît en effet deux fois dans l'Iliade, :
- Dans le Catalogue des vaisseaux, Iliade, II, 749-750, on lit :

« τῷ δ’ Ἐνιῆνες ἕποντο μενεπτόλεμοί τε Περαιβοὶ' / οἳ περὶ Δωδώνην δυσχείμερον οἰκί’ ἔθεντο »

« (...) commandaient les Éniènes, les vaillants Perrhèbes, / qui s’étaient établis dans l’âpre pays de Dodone (...) »

- La prière qu'Achille adresse à Zeus alors que Patrocle s'apprête à affronter Hector, dans l’Iliade, XVI, 231-235[8], dit :

« Ζεῦ ἄνα Δωδωναῖε Πελασγικὲ τηλόθι ναίων / Δωδώνης μεδέων δυσχειμέρου, ἀμφὶ δὲ Σελλοὶ / σοὶ ναίουσ’ ὑποφῆται ἀνιπτόποδες χαμαιεῦναι »

« Zeus tout-puissant, Dodonéen, dieu lointain, Pélasgique, / qui règnes sur Dodone, en ce rude pays des Selles / devins aux pieds jamais lavés, qui couchent sur le sol ! (...) »

Dans l’Odyssée, Ulysse s’y rend pour consulter l’oracle sur les moyens de retourner à Ithaque (Chant XIV, 327 ; chant XIX, 296-298) :

« τὸν δ’ ἐς Δωδώνην φάτο βήμεναι, ὄφρα θεοῖο' / ἐκ δρυὸς ὑψικόμοιο Διὸς βουλὴν ἐπακούσαι / ὅππως νοστήσει’ Ἰθάκης ἐς πίονα δῆμον »

« (...) il me disait qu’[Ulysse] était allé à Dodone / pour apprendre du grand Chêne la volonté de Zeus / et pour savoir comment il rentrerait dans la terre d'Ithaque (...) »

Ce sont donc les Selles qui, entretenant un contact rituel permanent avec la Terre, interprétaient la parole de Zeus. Celle-ci leur parvenait de plusieurs manières : le bruissement des feuilles d'un chêne sacré, le bruit causé par un ou plusieurs chaudrons de bronze (selon les époques, voir infra), et peut-être aussi un vol de colombes, si l'on interprète ainsi l'étymologie des Péléiades.

## Histoire du sanctuaire

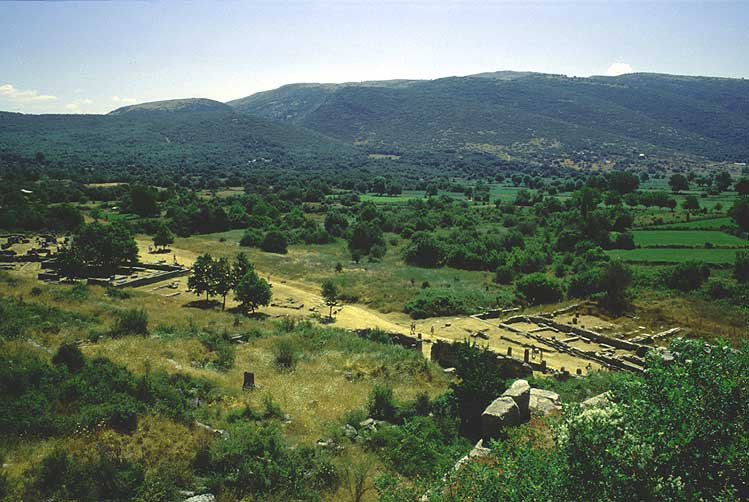
Sanctuaire de Dodone vu du théâtre.

L’archéologie n’a pas permis de dater la fondation du sanctuaire. Aucune trace d’occupation néolithique n’a été trouvée à Dodone. Les plus anciennes traces relevées (céramiques, épées et couteaux de bronze) datent de l’époque mycénienne et ne sont pas antérieures au XVe siècle av. J.-C.. Le culte de Zeus dodonéen serait arrivé en Épire avec les Thesprotes durant l’Helladique récent, soit vers 1200 av. J.-C., mais il existait alors déjà sur le site un culte chtonien pré-hellénique d’une déesse de l’abondance et de la fertilité liée aux racines du grand chêne. Les deux divinités, le dieu ouranien du tonnerre et de l’orage et la divinité chtonienne de la végétation, forment ainsi à Dodone un couple vénéré sous les appellations de Zeus Naïos (littéralement « Zeus résidant ») et de Dioné Naïa (la forme féminine du nom Zeus), en relation avec un chêne sacré.
Bien qu’il soit excentré par rapport à la Grèce des cités, l’oracle jouit d’une grande renommée à partir du VIe siècle. Il est régulièrement consulté par les Athéniens qui lui envoient une ambassade annuelle. Sophocle le mentionne dans les Trachiniennes et Eschyle dans Prométhée enchaîné. Le roi de Lydie Crésus le consulte, de même que plus tard les Spartiates Agésilas et Lysandre.
La notoriété de Dodone ne se matérialise pas par un programme architectural ambitieux, contrairement au sanctuaire de Delphes qui supplante progressivement Dodone en tant que référence principale des oracles grecs. Au IVe siècle av. J.-C., le sanctuaire semble se réduire à un modeste temple érigé près du chêne sacré.
L’apogée du sanctuaire correspond à celle du royaume d’Épire, sous le règne de Pyrrhus qui, entre 297 et 272 av. J.-C., reconstruit presque tous les édifices de Dodone, à une échelle monumentale plus en rapport avec son rôle de sanctuaire national : les temples de Zeus, d’Héraclès et de Thémis bénéficient de ses largesses, ainsi que des édifices civils comme le Bouleutérion et le Prytanée. Pyrrhus y fait aussi construire un théâtre, pour accueillir les concours dramatiques et musicaux qui accompagnent la fête des Naïa, en l’honneur de la triade de Zeus et de ses parèdres Dioné et Thémis.

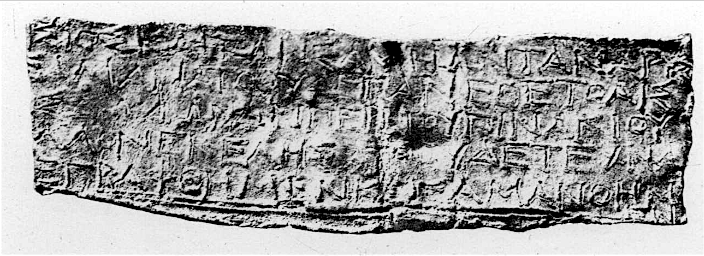
Inscription oraculaire sur une lamelle de plomb (Carapanos 1878, pl. XL, 1).

La mort soudaine de Pyrrhus à Argos, en 272 av. J.-C., est suivie de l'affaiblissement du royaume d’Épire, pris en étau par ses deux puissants voisins, la Macédoine à l’est et l’Étolie au sud. Cette situation entraîne le déclin du sanctuaire de Dodone. En 219-218 av. J.-C., il est pillé par les Étoliens commandés par le stratège Dorimaque. Celui-ci fait détruire le temple de Zeus, mais semble épargner le chêne sacré. L’historien romain Polybe est la source indirecte de cette information : il précise que les Étoliens brûlent le sanctuaire, sauf la Hiéra Oikia qu’ils démantèlent. Pour l'archéologue S. Dakaris, la différence de traitement s’explique par la volonté de ne pas brûler le chêne sacré, ce qui aurait constitué un sacrilège beaucoup plus grave. Les fouilles de la Hiéra Oikia montrent l'absence de niveau de destruction par incendie à cette époque, ce qui paraît confirmer le témoignage de Polybe de Mégalopolis. 
L'année suivante (218), le jeune roi de Macédoine Philippe V, allié des Épirotes, venge le sacrilège en mettant à sac la capitale fédérale étolienne Thermos. Avec le butin pris sur les Étoliens, il fait ensuite reconstruire le sanctuaire de Dodone et y ajoute un stade pour les jeux annuels. 
Cependant le sanctuaire ne se relèvera jamais tout à fait du sac étolien. Il sera une nouvelle fois détruit un demi-siècle plus tard par les Romains, lors de la Troisième guerre de Macédoine (-168-167 av. J.-C.). Les fouilles du temple de Zeus n’ont pas encore confirmé cette destruction. On retrouve ensuite mention du sanctuaire à l’occasion de l’invasion de la Grèce par les armées de Mithridate VI, en 88 av. J.-C. Lorsque Octave séjourne en Épire, durant la guerre contre Marc Antoine en 31 av. J.-C., il fait probablement reconstruire en partie le sanctuaire que le géographe Strabon décrit comme ruiné. C’est aussi à l’époque impériale que le théâtre est transformé en arène. L’empereur Hadrien visite l’oracle vers 132, ainsi que Pausanias peu après. Le festival des Naïa est toujours célébré vers 240.
La ruine définitive de l’oracle intervient en 391, lorsque le chêne sacré est coupé à la suite des édits de Théodose Ier qui interdisent les cultes païens. Ce n’est toutefois pas la fin de l’occupation du site : la construction, en partie sur les vestiges du temple d’Héraclès, d’une grande basilique chrétienne au Ve siècle, témoigne de l’occupation de Dodone dans l’Antiquité tardive. La ville est encore mentionnée dans la liste de Hiéroclès, un géographe du VIe siècle, et évoquée par la présence de plusieurs évêques de Dodone aux conciles œcuméniques, notamment celui d’Éphèse en 431.

## Organisation du sanctuaire

Plan du sanctuaire de Dodone (d’après 1996).

Dès la seconde moitié du IVe siècle av. J.-C., le sanctuaire est entouré d'une enceinte qui prolonge dans la vallée les fortifications de l'acropole (plan no 1) et englobe le sommet de la petite colline (d'altitude 350 m) qui domine le site. Construite en appareil isodome, l’acropole était le refuge fortifié de la cité. Protégé par dix tours quadrangulaires, elle était accessible par deux entrées, l’une au nord-est et l’autre au sud-est. Elle possédait une citerne pouvant alimenter les habitants en eau en cas de siège. À partir des angles sud-ouest et sud-est de l’acropole, deux courtines descendaient dans la vallée pour inclure le sanctuaire. Trois portes y étaient percées, dont deux à l’est et au sud (hors plan), protégées par des tours. La porte ouest (plan no 19) fut déplacée vers l'ouest (no 18) lors de l’agrandissement du sanctuaire, au début du IIIe siècle av. J.-C. On dégageait ainsi un espace suffisant pour la construction du Bouleutérion (no 4) et du Prytanée (no 6). La nouvelle courtine occidentale (no 17) les contournait pour rejoindre un bâtiment identifié à la maison des prêtres (no 5).

### Les édifices de culte
Les différents bâtiments du sanctuaire étaient répartis au pied de la colline dans cet espace fortifié. Au centre se trouvait le téménos de Zeus Dodonéen, la Hiéra Oikia (ἡ Ἱερά Οἰκία, « Maison sacrée », plan no 11) mentionnée par Polybe (IV, 67, 3). La plus ancienne construction monumentale identifiée est un petit temple rectangulaire (20,80 × 19,20 m), qui fut bâti dans la première moitié du IVe siècle à côté du chêne sacré, lorsque les Molosses prirent le contrôle du sanctuaire thesprote. Il n’y avait pas de clôture, mais le chêne était entouré d’une série de trépieds supportant des chaudrons de bronze en contact les uns avec les autres : lorsqu’on heurtait l’un d’entre eux, le son se répercutait sur les autres. C’est ce bruit que les prêtres interprétaient, avec celui du vent dans les feuilles, comme manifestant la volonté de Zeus. Des fragments de chaudrons remontant au VIIIe siècle ont été retrouvés, confirmant cette tradition et l’ancienneté de l'oracle.
Au milieu du IVe siècle, le téménos est matérialisé par un mur en maçonnerie. Les chaudrons laissent alors la place à un dispositif plus élaboré : au sommet d’une colonne, une statue de bronze représentait un jeune garçon (une offrande des Corcyréens) tenant un fouet à trois chaînes d’astragales. Le vent agitait ces chaînes contre un chaudron de bronze disposé lui aussi sur une colonne, produisant là encore un son continu, que les prêtres interprétaient pour répondre aux questions qui leur étaient posées. Celles-ci étaient transmises sur des lamelles de plomb, que les fouilles ont mis au jour en grand nombre.

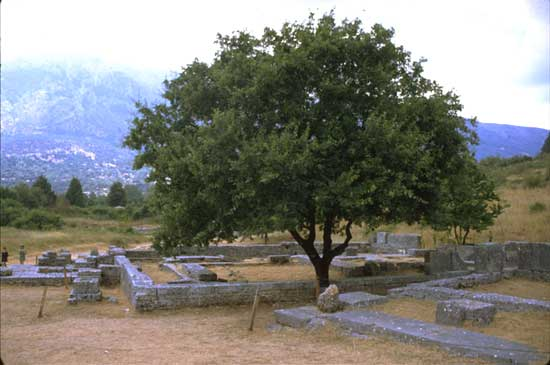
Téménos de Zeus Dodonéen.

Sous le règne du roi Pyrrhus, le mur de clôture est remplacé par un portique ionique sur trois côtés de la cour, en Π, entourant le chêne. En guise d’offrande de reconnaissance au dieu, Pyrrhus fit suspendre sur les colonnades les boucliers romains pris lors de sa victoire d’Héraclée en 280 av. J.-C.. Le Musée national archéologique d’Athènes possède un fragment de ces boucliers, identifié par un fragment d’inscription. Il renouvela ce geste en 274 av. J.-C., après une victoire sur Antigone II Gonatas, comme l’atteste cette fois une inscription trouvée au Bouleutérion.
Après le démantèlement systématique de la Hiéra Oikia par les Étoliens en 219 av. J.-C., les Macédoniens font reconstruire le sanctuaire à une échelle plus grande : le temple est un édifice tripartite (pronaos, naos, adyton) tétrastyle ionique.
Plusieurs temples secondaires entouraient la Hiéra Oikia. Au nord-est se trouvait le premier temple de Dioné (plan no 13), un petit monument doté d'un pronaos tétrastyle ionique qui abritait à l'arrière de la cella une statue de la déesse. On sait par des sources indirectes que le temple existait déjà dans la seconde moitié du IVe siècle : les Athéniens y envoyaient chaque année une ambassade pour honorer la statue de Dioné. Une pratique qu’Olympias, la mère d'Alexandre le Grand, condamna comme une ingérence dans les affaires du royaume molosse d’Épire, qu’elle gouverna entre 330 et 324 av. J.-C. Le sanctuaire est abandonné après sa destruction en 219 av. J.-C. Un nouveau temple de Dioné est construit une dizaine de mètres plus au sud (plan no 12). Il s’agit d’un petit temple prostyle tétrastyle ionique comprenant un pronaos et une cella.
Entre ces deux temples et la porte Est de l'enceinte se trouvait le temple d’Héraclès (plan no 14), élevé sous le règne de Pyrrhus (297-272 av. J.-C.) en l'honneur du héros considéré comme l’ancêtre mythique de la dynastie des Argéades, la maison royale de Macédoine : celle-ci était alliée à la dynastie éacide d’Épire depuis le mariage d’Olympias et de Philippe II de Macédoine. C'est un petit temple tétrastyle dorique — le seul du sanctuaire — qui fut détruit en 219 av. J.-C., puis reconstruit avec des matériaux pillés à Thermos. Durant l’Antiquité tardive, il fut en partie recouvert par la basilique paléochrétienne. Le temple a été identifié grâce à la découverte d’un métope qui représentait Héraclès contre l’Hydre de Lerne, ainsi que par diverses offrandes. Une base d’autel découverte à l'est du temple lui est probablement associée.
Deux autres temples ont été mis au jour à l’ouest de la Hiéra Oikia : le temple de Thémis (no 10), très proche par son plan du nouveau temple de Dioné. L’association cultuelle des deux déesses parèdres de Zeus est confirmée par une inscription oraculaire de plomb datée de la première moitié du IIIe siècle, qui mentionne cette triade qualifiée de dieux naïens. Un peu plus loin au sud-ouest, un dernier édifice cultuel (no 8) est identifié à un temple d’Aphrodite : le culte de cette déesse est attesté à Dodone par une inscription et par des offrandes de petites statuettes d’argile, qui la représentent tenant dans sa main droite une colombe devant sa poitrine. Deux tambours de colonne provenant de ce temple ont été remployés dans l’édifice voisin (no 9), de fonction inconnue, à l'époque romaine.

### Les édifices civils

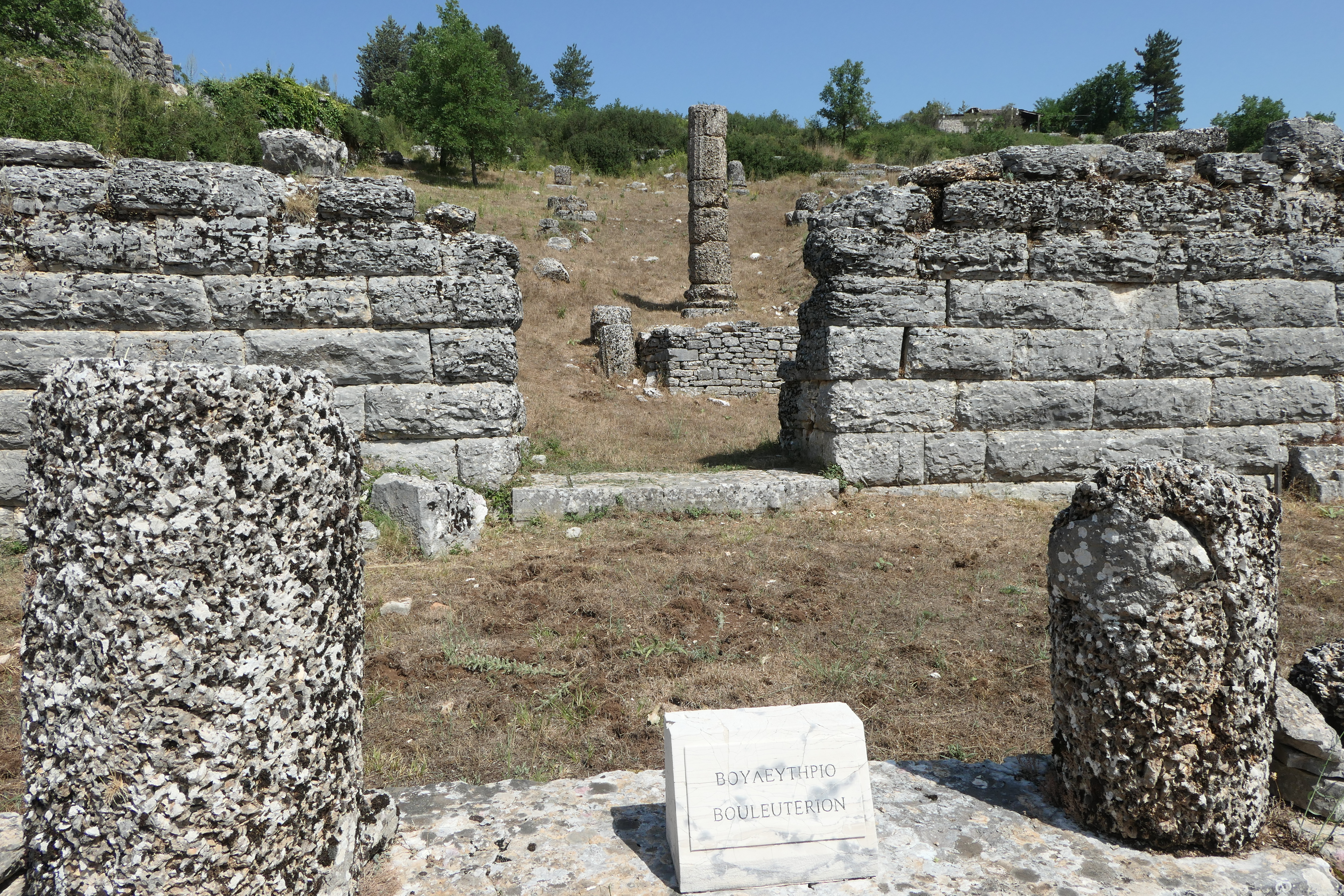
Bouleutérion de Dodone

Le plus grand édifice intra muros du sanctuaire est le Bouleutérion (plan no 4), qui fut construit au début du IIIe siècle av. J.-C. à côté du théâtre. C’est une grande salle rectangulaire (43,60 × 32,35 m) précédée en façade d’une stoa dorique. Le toit de cette imposante construction était supporté par huit colonnes ioniques disposées en trois rangées dans la salle. Il fut toutefois nécessaire de renforcer les murs par quatorze contreforts pour supporter le toit. C’était le lieu de réunion des membres du conseil (bouleutes) de la cité des Dodonéens : ils prenaient place sur des bancs de pierre, dont il reste quelques traces en place sur le côté nord. Les orateurs prenaient place dans la partie sud de la pièce, où on a aussi retrouvé en place un autel dédié à Zeus Naïos et Bouleus, un élément décisif dans l’identification fonctionnelle du bâtiment. L’auteur de cette dédicace était un certain Charops, fils de Machatas, un Thesprote mentionné par Plutarque pour avoir aidé Flamininus lors de la campagne de 198 av. J.-C. contre Philippe V de Macédoine.
À l’extérieur du Bouleutérion et le long de sa façade est, quatre bases gravées de décrets honorifiques de la Ligue épirote ont été trouvées. L’objet de deux d’entre eux était de récompenser, en leur élevant une statue de bronze, des généraux ayant combattu l’un les Illyriens vers 230 av. J.-C., l’autre les Éacides au moment de la proclamation de la république épirote (entre 234 et 168 av. J.-C.). Des fragments de ces statues ont été trouvés à proximité.
L’autre grand édifice civil, le Prytanée (plan no 6 et 7), se trouvait à quelque distance au sud du Bouleuterion, de l’autre côté de la voie sacrée et de l’ancienne porte ouest des remparts qui fut déplacée pour construire ce monument. Dans ce bâtiment se réunissaient les prytanes et les archontes, les magistrats supérieurs de Dodone, et c'est là que les archives de leurs décisions étaient conservées. Le bâtiment, organisé autour d’une cour péristyle, fut agrandi à la fin du IIIe siècle par l’ajout sur son côté nord d’une série de petites pièces carrées. Cet agrandissement fut très probablement rendu nécessaire par l’extension de la Ligue épirote vers le sud à cette époque. Détruit en 167 av. J.-C., il fut tant bien que mal réparé, mais la partie nord resta en ruine.

### Les édifices de spectacle: le théâtre et le stade

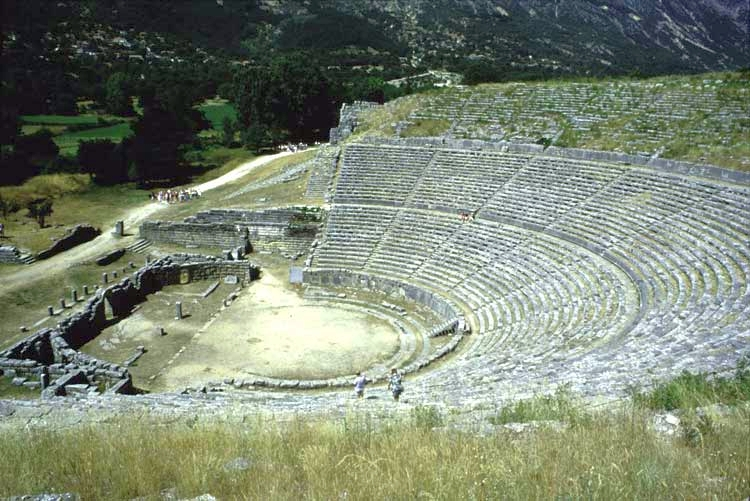
Théâtre de Dodone.

Toutefois les deux édifices les plus imposants de Dodone sont situés à l’extérieur de l’enceinte du sanctuaire, sur les pentes sud-ouest de la colline.
Le théâtre (plan no 2) est l’un des plus vastes de Grèce, avec une capacité estimée à 25 000 spectateurs. Il fut construit sous le règne de Pyrrhus sur les pentes sud de la colline, pour accueillir la fête quadriennale des Naïa. La colline n’étant pas assez large pour cet édifice, un mur de soutènement fut construit pour retenir le remblai, renforcé en façade par des contreforts massifs, d’apparence similaire à des tours, qui contribuent à l’apparence monumentale de la façade. L’auditorium est divisé par des allées (diazomata) en trois parties offrant 9, 15 et 21 rangées de sièges, elles-mêmes séparées par des escaliers en 9 secteurs (cunei) dans la partie inférieure, et 18 dans la partie supérieure. Les rangées inférieures de sièges étaient réservées aux titulaires du privilège de proédrie. Elles furent supprimées, de même que le proskenion et la façade de l’édifice de scène, lors de la transformation du théâtre en arène à l’époque d'Auguste : on construisit alors un mur haut de 2,80 m pour convertir l'orchestre en une vaste arène ovale, où pouvaient être organisés des combats de bêtes sauvages sans danger pour le public.
Au sud-ouest du théâtre se trouve le stade (plan no 3), qui comporte 21 ou 22 rangées de sièges et qui fut construit au début du IIIe siècle av. J.-C. pour accueillir les jeux athlétiques accompagnant la fête des Naïa.

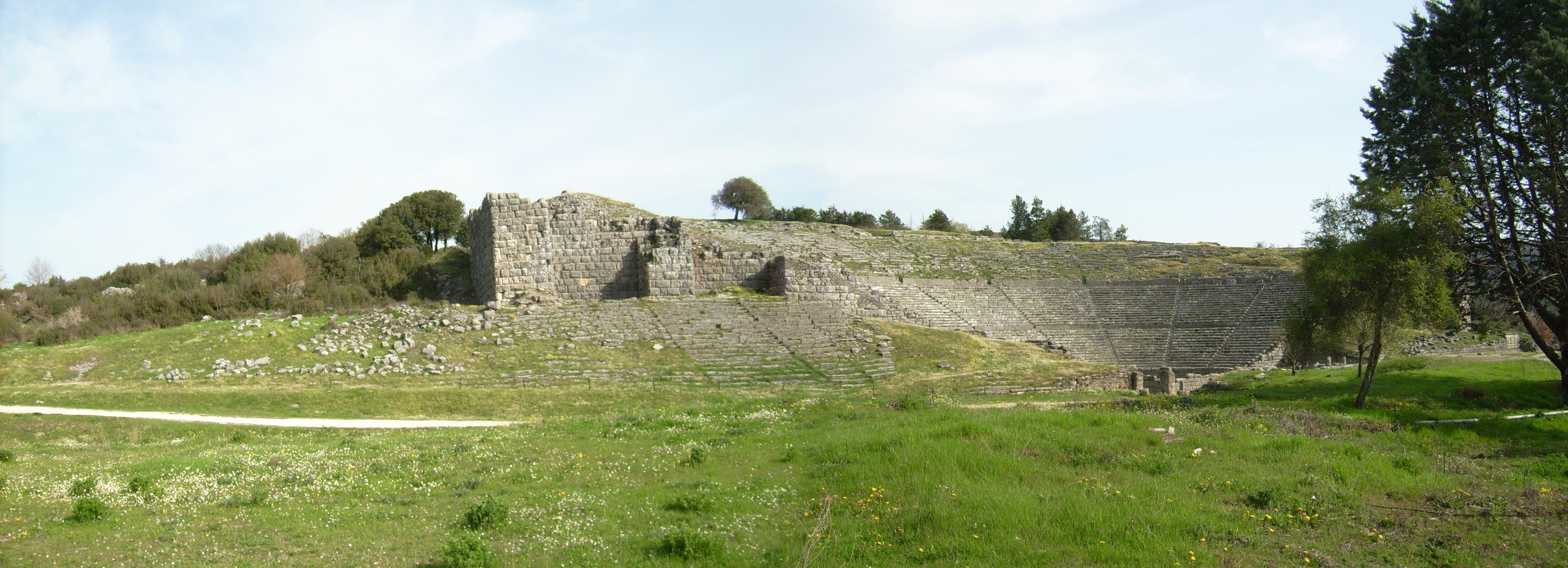
Théâtre de Dodone ; à gauche, gradins et emplacement du stade.

## Exploration archéologique

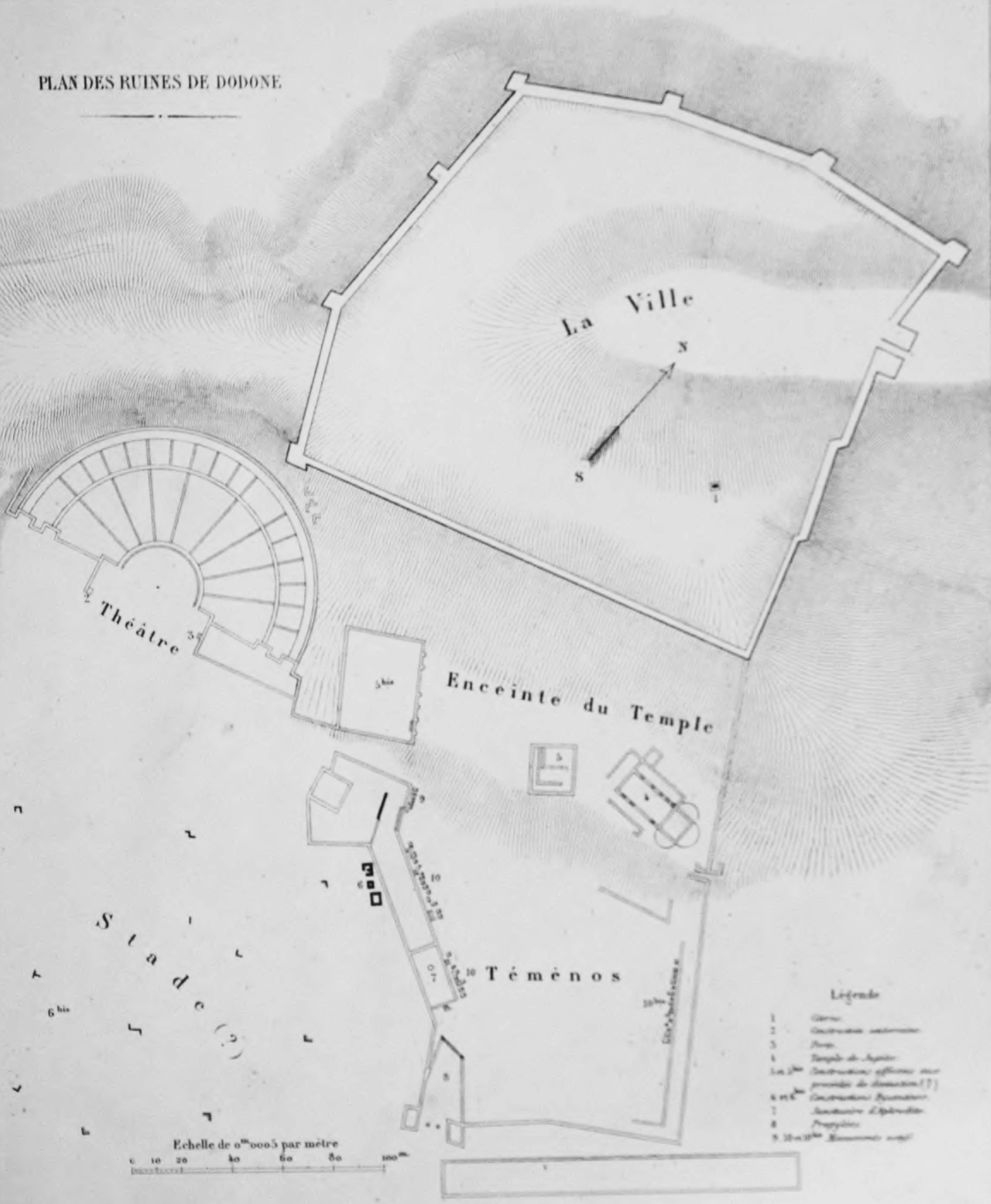
Plan du sanctuaire après les premières fouilles (Carapanos 1878, pl. II).

Le site est visité et décrit par les voyageurs William Leake et François Pouqueville au début du XIXe siècle, sans toutefois être identifié à l’oracle : Pouqueville croit y retrouver la cité antique de Passaron (en), ce que rejette Leake qui estime que les ruines sont celles d'un hiéron et non d'une cité. Les deux auteurs placent Dodone ailleurs.
Les premières fouilles systématiques ont lieu dès 1873-1875, sous la direction de l’antiquaire et homme politique Constantin Carapanos. Entreprises sur une échelle considérable, elles dégagent l’essentiel des structures sur une surface de 20 000 m2, mais n’atteignent pas partout les niveaux d’occupation — pour le bonheur des archéologues postérieurs. Elles permettent toutefois, grâce à la découverte de décrets épirotes gravés sur des plaques de bronze et de nombreuses lamelles de plomb oraculaires, de confirmer l’identification du site au célèbre sanctuaire oraculaire. La mise au jour d’un dépôt important de ce matériel dans les ruines de la basilique paléochrétienne conduit alors l’archéologue à l’identifier à tort avec le temple de Zeus.
Les fouilles reprennent une première fois après 1921 sous l’égide de la Société archéologique d'Athènes, dirigées par G. Sotériadès, mais sont interrompues par la guerre gréco-turque (1919-1922). Après une première série de campagnes en 1929-1932, c’est l’archéologue D. Évangélidès qui relance de façon décisive l’exploration systématique du site, après la création de l’autorité archéologique régionale, la XIIe Éphorie des Antiquités préhistoriques et classiques d’Épire. Dans les années 1950, il poursuit la fouille du sanctuaire et en montre la continuité d'occupation, depuis l’âge du bronze jusqu'à l’Antiquité tardive. Après sa disparition, son collaborateur S. Dakaris reprend la direction des fouilles, de nouveau avec le concours (depuis 1981) de la Société archéologique, jusqu’à sa mort en 2004.